# Blichowo
Blichowo – wieś sołecka w Polsce położona w województwie mazowieckim, w powiecie płockim, w gminie Bulkowo.
| SIMC    | Nazwa            | Rodzaj    |
| ------- | ---------------- | --------- |
| 0561320 | Blichowo-Cytatki | część wsi |
| 0561336 | Blichowo-Tybusie | część wsi |

Wieś szlachecka położona była w drugiej połowie XVI wieku w ziemi wyszogrodzkiej.
W latach 1954–1972 wieś należała i była siedzibą władz gromady Blichowo. W latach 1975–1998 miejscowość administracyjnie należała do województwa płockiego.

## Opis
W Blichowie znajdują się między innymi: Szkoła Podstawowa im. Armii Krajowej, klub Ambra, Ochotnicza Straż Pożarna, kościół, cmentarz, biblioteka, osiedla domków jednorodzinnych, piekarnia i wytwórnia makaronów.
We wsi znajduje się parafia pw. św. Anny z drewnianym zabytkowym kościołem, wzniesionym w latach 1725-1728 na miejscu starszego, z fundacji Marianny ze Skarbków i Andrzeja Zaborowskich.

Kościół św. Anny
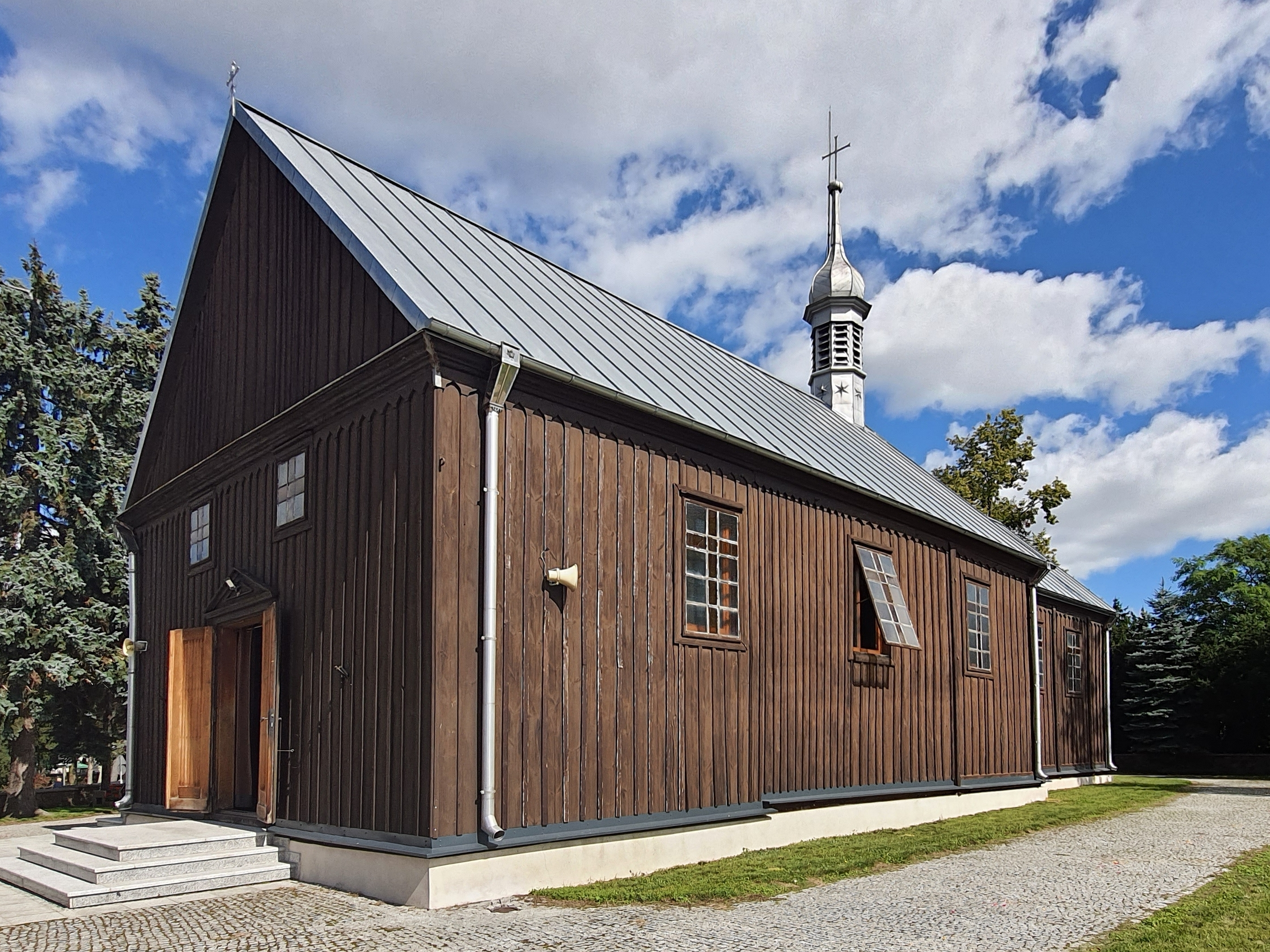
Widok z zewnątrz
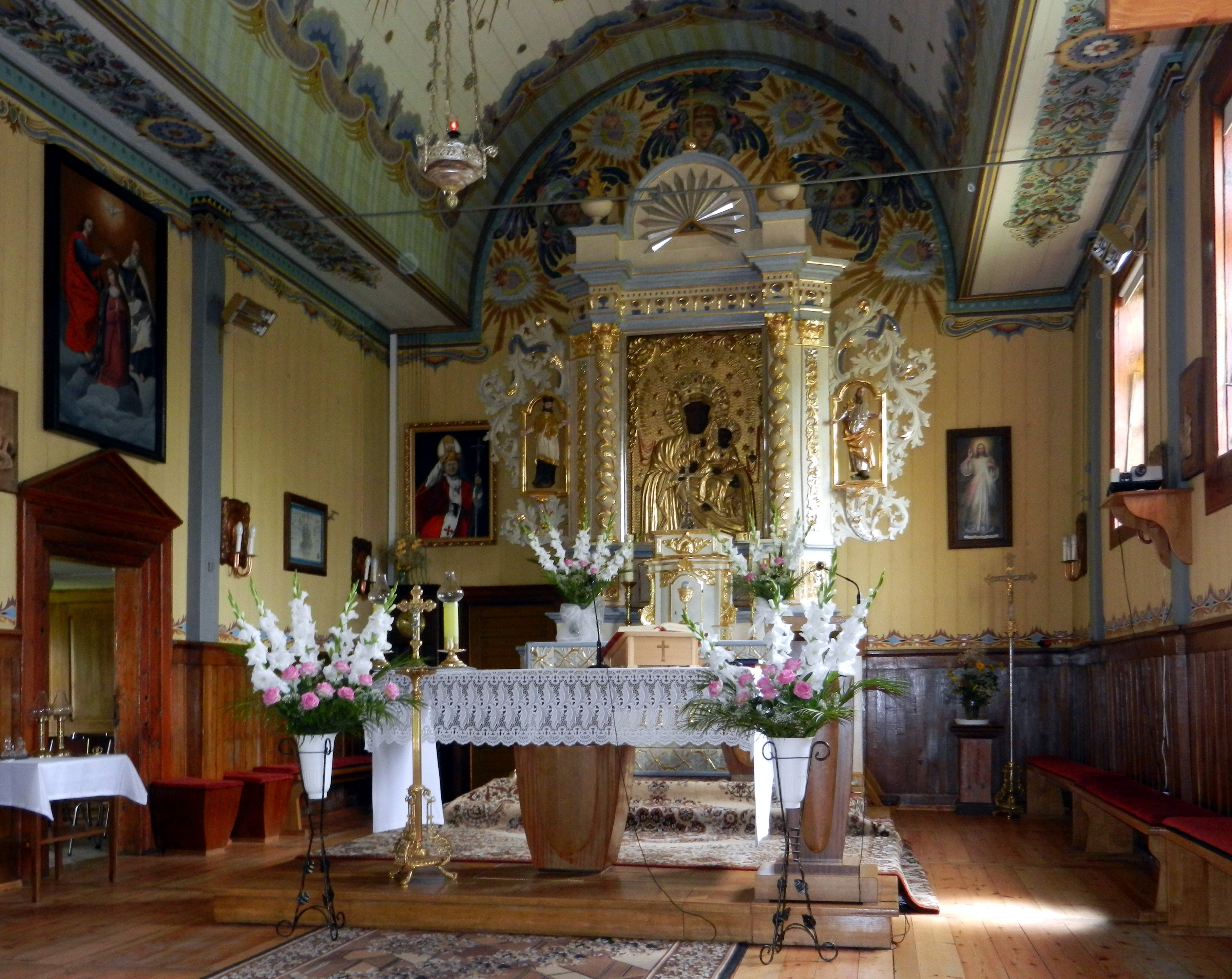
Ołtarz główny
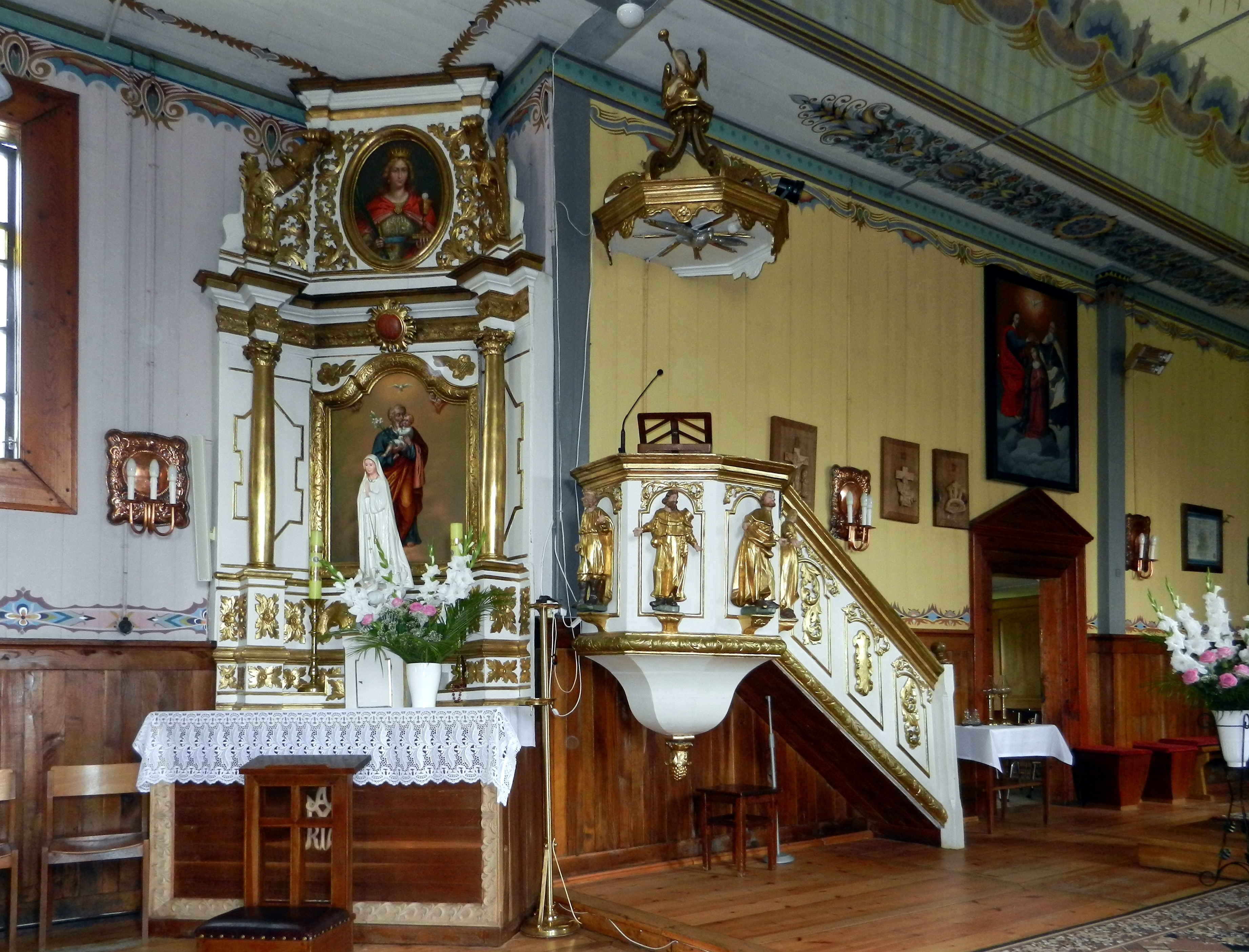
Wnętrze